# Eugène Moke Motsüri
 Eugène Moke Motsüri (*  25. März  1916 in Mongobele; † 6. April 2015) war Weihbischof in Kinshasa. 

## Leben
Eugène Moke Motsüri wurde am 9. Juni 1946 zum Priester geweiht. Er wurde am 1. September 1970 durch Papst Paul VI. zum Weihbischof in Kinshasa sowie zum Titularbischof von Lestrona ernannt. Der Erzbischof von Kinshasa, Joseph-Albert Kardinal Malula, weihte ihn am 6. Dezember desselben Jahres zum Bischof; Mitkonsekratoren waren Eugène Kabanga Songasonga, Erzbischof von Lubumbashi, und Martin-Léonard Bakole wa Ilunga, Erzbischof von Luluabourg. 
Am 11. Mai 1991 nahm Papst Johannes Paul II. seinen altersbedingten Rücktritt an.